# Coccobius fusciventris
Coccobius fusciventris är en stekelart som först beskrevs av Girault 1913.  Coccobius fusciventris ingår i släktet Coccobius och familjen växtlussteklar. Inga underarter finns listade i Catalogue of Life.